# King Clancy Memorial Trophy

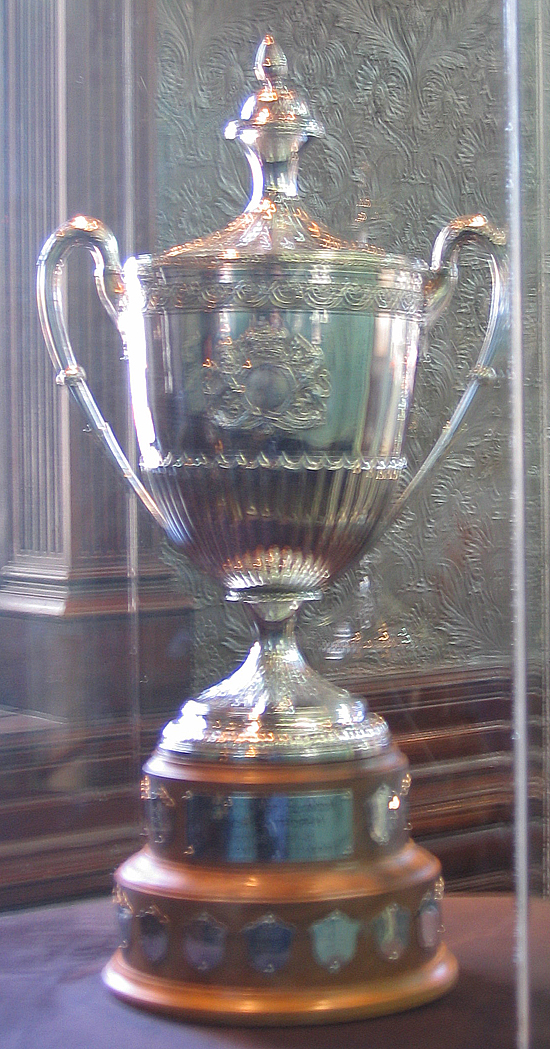
King Clancy Memorial Trophy

De King Clancy Memorial Trophy wordt ieder jaar uitgereikt aan de ijshockeyspeler in de National Hockey League met grootse prestaties op het ijs en bijdragen aan de samenleving. De prijs is vernoemd naar Francis 'King' Clancy (1903 – 1986), een ijshockeyspeler, coach en scheidsrechter. De trofee werd voor het eerst uitgereikt in 1988, aan Lanny McDonald. De Zweed Henrik Sedin was de eerste die de trofee twee keer kreeg: in 2016 en 2018; de tweede keer was dat samen met zijn tweelingbroer en teamgenoot Daniel Sedin.

## Nominatie
De prijs wordt toegekend 'aan de speler die voorbeeldig leiderschap heeft getoond, op en buiten het ijs, en die een belangwekkende humanitaire bijdrage aan zijn gemeenschap heeft geleverd.'

## Winnaars
- 2019 - Jason Zucker, Minnesota Wild
- 2018 - Daniel Sedin & Henrik Sedin, Vancouver Canucks
- 2017 - Nick Foligno, Columbus Blue Jackets
- 2016 - Henrik Sedin, Vancouver Canucks
- 2015 - Henrik Zetterberg, Detroit Red Wings
- 2014 - Andrew Ference, Edmonton Oilers
- 2013 - Patrice Bergeron, Boston Bruins
- 2012 - Daniel Alfredsson, Ottawa Senators
- 2011 - Doug Weight, New York Islanders
- 2010 - Shane Doan, Phoenix Coyotes
- 2009 - Ethan Moreau, Edmonton Oilers
- 2008 - Vincent Lecavalier, Tampa Bay Lightning
- 2007 - Saku Koivu, Montreal Canadiens
- 2006 - Olaf Kolzig, Washington Capitals
- 2005 - Geen winnaar door de staking
- 2004 - Jarome Iginla, Calgary Flames
- 2003 - Brendan Shanahan, Detroit Red Wings
- 2002 - Ron Francis, Carolina Hurricanes
- 2001 - Shjon Podein, Colorado Avalanche
- 2000 - Curtis Joseph, Toronto Maple Leafs
- 1999 - Rob Ray, Buffalo Sabres
- 1998 - Kelly Chase, St. Louis Blues
- 1997 - Trevor Linden, Vancouver Canucks
- 1996 - Kris King, Winnipeg Jets
- 1995 - Joe Nieuwendyk, Calgary Flames
- 1994 - Adam Graves, New York Rangers
- 1993 - Dave Poulin, Boston Bruins
- 1992 - Ray Bourque, Boston Bruins
- 1991 - Dave Taylor, Los Angeles Kings
- 1990 - Kevin Lowe, Edmonton Oilers
- 1989 - Bryan Trottier, New York Islanders
- 1988 - Lanny McDonald, Calgary Flames